# Купинг
Купинг — форма мошенничества на выборах в Соединенных Штатах, часто упоминаемая в связи со смертью Эдгара Аллана По в октябре 1849 года, когда граждан похищали с улицы и заставляли голосовать, часто несколько раз, за определённого кандидата на выборах. По словам нескольких биографов По, так называемые «купинговые банды» или «избирательные банды», работавшие на политического кандидата, держали случайных жертв в комнате («курятник») и накачивали их алкоголем или били их по лицу, чтобы заставить их проголосовать. Часто их одежду меняли, чтобы обмануть чиновников, и отправляли голосовать несколько раз, или же для этой цели им меняли внешность с помощью париков, накладных бород или усов. 
Другие свидетельства XIX века не связаны с мошенничеством на выборах, а описывают «пресс-банды», которые использовали купинг, чтобы оказать давление на новобранцев в интересах армии Союза во время Гражданской войны в США. Одно из заявлений заявление о купинге призывников было сделано в письме бригадного генерала Эдварда Уинслоу Хинкса, прочитанном клерком Палаты представителей в 1865 году. Генерал, который руководил набором в Нью-Йорке, обвинил в низком качестве рядовых купинг, в результате чего мужчин «заперли», напоили выпивкой до оцепенения и обманом заставили зачислиться.